# Syringothecium
Syringothecium là một chi rêu trong họ Hypnaceae.